# Cornelis Christiaan Vanderstar
Cornelis Christiaan Vanderstar (Rotterdam, 19 februari 1915 – Newport Beach, 22 november 2014), ook bekend als Cornelius Vanderstar, was een Nederlands-Amerikaans Engelandvaarder, zakenman en schrijver. Hij werd 'Van' genoemd.

## Biografie
Vanderstars vader had alleen de lagere school doorlopen en werd metaalbewerker in Rotterdam. In 1920 verhuisden zijn ouders naar Batavia. Toen hij 17 jaar was, monsterde hij aan op de Quebec Ptarmigan, een jacht van dertig meter dat op de Pacifische Oceaan voer. Twee jaar later werd hij kapitein van de Quebec Ptarmigan en voer hij vooral langs de Indische eilanden. Toen hij twintig jaar was, kwam hij op Java terug.

## Tweede Wereldoorlog
Kort nadat Java door Japan was binnengevallen, begon Vanderstar met twee Maleisiërs een oud schip van acht meter op te knappen. Daarmee zeilden zij in 31 dagen helemaal naar Rodrigues, een Brits eiland 500 mijl ten oosten van Mauritius. Een schip van de Britse marine bracht hen naar Kenia en vandaar reisde hij naar de Verenigde Staten. Hij kwam bij de Koninklijke Marine en werd naar Darwin, Australië, gestuurd. Met een PT-boot (motor torpedo boat) bezocht hij eilanden die door de Japanners bezet waren, en verzamelde inlichtingen.

## Zakenman
In 1952 emigreerde Vanderstar naar de Verenigde Staten. Hij kreeg de Amerikaanse nationaliteit en trouwde in 1954 met Margaret Hill, die al vier kinderen had. Ze woonden in Los Angeles, waar hij in 1957 een eigen bedrijf oprichtte dat aluminium ramen maakte. In 1962 gaf hij het bedrijf de naam International Aluminium Corporation (IAC), dat van 1978-2007 op de New York Stock Exchange genoteerd stond. Hij was ook president van dochtermaatschappij U.S. Aluminium Corporation in Waxahachie, Texas. In 1999 werd hij toegevoegd aan de Glass and Metal Hall of Fame.

## Publicaties
Vanderstar schreef twee boeken: Escape from Java (1943, onder het pseudoniem Cornelis van der Grift) en Staying The Course, an Autobiography (1987).  